# Diecezja Matehuala
Diecezja Matehuala (łac. Dioecesis Matehualensis) – diecezja Kościoła rzymskokatolickiego w Meksyku, sufragania archidiecezji San Luis Potosí. 

## Historia
28 maja 1997 roku papież Jan Paweł II konstytucją apostolską Apostolicum officium erygował diecezję Matehuala. Dotychczas wierni z tych terenów należeli do archidiecezji San Luis Potosí. 

## Ordynariusze
- Rodrigo Aguilar Martínez (1997-2006)
- Lucas Martínez Lara (2006-2016)
- Margarito Salazar Cárdenas (od 2018)